# Пипер (растение)
Вижте пояснителната страница за други значения на Пипер.
Пиперът (Capsicum annuum) е многогодишно зеленчуково растение от семейство Картофови, което се отглежда обикновено като едногодишно растение. Родина са му тропическите части на Америка.
Плодът на пипера се нарича чушка, пипер или пиперка. Представлява куха ягода (чушка, на лат. legumen). В разговорния език под чушка най-често се разбира именно плодът на пипера, въпреки че плод от вида чушка образуват също фасулът, грахът, баклата и мн. др. Въпреки името си пипер, растението няма отношение към черния пипер, който принадлежи към рода Пипер (Piper) на семейство Пиперови (Piperaceae).
Видът и вкусът на пиперките зависи от сорта на растението. Съществуват стотици видове с различни размери, форма, вкус и цвят. Най-често формата е издължена или овална. На цвят съществуват червени, зелени, бели, жълти, оранжеви, бордо, виолетови и други. Теглото на една пиперка може да е от 5 до 200 g. На първо място са сред зеленчуците по съдържание на витамин С – до 240 mg в 100 g.
Лютите чушки съдържат алкалоида капсаицин.
Плодовете на пипера са подходящи за готвене, салати, подправки (под формата на червен пипер), а някои видове – и за лекарства или за декоративни цели.
Интересно е, че най-разпространеният сорт сладък пипер в Русия и Украйна, „камбата“, е наричана там болгарский перец (български пипер).

## Сортове
Някои по-разпространени типове пипер в България са:
- Камба
- Капия
- Сиврия
- Ратунд
- Чорбаджийска чушка
- Шипка